# Праксидике (спутник)
Праксидике (от др.-греч. Πραξιδίκη) — нерегулярный спутник Юпитера, известный также как Юпитер XXVII.

## Открытие
Был обнаружен 23 ноября 2000 года группой астрономов из Гавайского университета под руководством Скотта Шеппарда и получил временное обозначение S/2000 J 7. В августе 2003 года спутник получил своё название в честь греческой богини возмездия Праксидики.

## Орбита
Праксидике совершает полный оборот вокруг Юпитера на расстоянии в среднем 21 147 000 км за 625 дней и 7 часов. Орбита имеет эксцентриситет 0,230. Наклон ретроградной орбиты к локальной плоскости Лапласа 149,0°. Принадлежит к группе Ананке.

## Физические характеристики
Диаметр Праксидике составляет около 7 км. Плотность оценивается 2,6 г/см³. Спутник состоит предположительно из преимущественно силикатных пород. Очень тёмная поверхность имеет альбедо 0,04. Звёздная величина равна 21,2m.